# Södra Säms socken
Södra Säms socken i Västergötland ingick i Kinds härad, ingår sedan 1974 i Ulricehamns kommun och motsvarar från 2016 Södra Säms distrikt.
Socknens areal är 31,85 kvadratkilometer varav 24,15 land. År 2000 fanns här 737 invånare.  En del av tätorten Vegby ligger i socknen. Sockenkyrka är sedan 1824 Gällstads och Södra Säms kyrka i Gällstads socken. 

## Administrativ historik
Socknen har medeltida ursprung. Före den 1 januari 1886 (ändring enligt beslut den 17 april 1885) var namnet Säms socken.
Vid kommunreformen 1862 övergick socknens ansvar för de kyrkliga frågorna till Säms församling och för de borgerliga frågorna bildades Säms landskommun. Landskommunen uppgick 1952 i Åsundens landskommun som 1974 uppgick i Ulricehamns kommun. Församlingen uppgick 2002 i Gällstad och Södra Säms församling som 2006 uppgick i Åsundens församling.
1 januari 2016 inrättades distriktet Södra Säm, med samma omfattning som församlingen hade 1999/2000.  
Socknen har tillhört län, fögderier, tingslag och domsagor enligt vad som beskrivs i artikeln Kinds härad. De indelta soldaterna tillhörde Älvsborgs regemente, Norra Kinds kompani och Västgöta regemente, Elsfborgs kompani.

## Geografi
Södra Säms socken ligger söder om Ulricehamn med Åsunden i norr och Sämsjön i väster. Socknen är en odlingsbygd vid sjöarna och är i övrigt en kuperad skogsbygd.

## Fornlämningar
Från bronsåldern finns gravrösen och skålgropsförekomster. Från järnåldern finns fyra gravfält. däribland Kummeliberg gravfält. I Södra Säm finns en medeltida kyrkoruin och en medeltida kyrkplats som blivit undersökta av arkeologer 2009.

## Namnet
Namnet skrevs 1346 Säm och kommer från kyrkbyn. Namnet innehåller sä(r), 'sjö' och hem, 'boplats; gård'.